# Космос-1700
Космос-1700 је један од преко 2400 совјетских вјештачких сателита лансираних у оквиру програма Космос.
Космос-1700 је лансиран са космодрома Тјуратам, Бајконур, СССР, 25. октобра 1985. Ракета-носач Протон је поставила сателит у орбиту око планете Земље. Маса сателита при лансирању је износила 4000 килограма. Космос-1700 је био комуникациони сателит.